# Erdington
Erdington é um subúrbio e também uma ala de Birmingham, considerado historicamente parte de Warwickshire. Seus códigos postais incluem B23, B24 e B72. Situa-se 5 milhas (8 km) ao nordeste do centro de Birmingham, e possui fronteiras com Sutton Coldfield. É também um conselho eleitoral, gerido pelo seu próprio comitê distrital. O conselho formal consiste na ward de Erdington e Tyburn (anteriormente Kingsbury), Stockland Green e Kingstanding, embora todas as divisões de Kingstanding e a maioria das de Tyburn e Stockland Green ficaram fora dos limites históricos de Erdington. Stockland Green era anteriormente parte de Aston, Kingstanding parte de Perry Barr, e Tyburn, parcialmente, dividido entre Aston e Hodge Hill. Erdington fazia parte do distrito de Sutton Coldfield antes de 1974.